# Norm Coleman
Norman Bertram Coleman Jr. (Brooklyn (New York), 17 augustus 1949) is een Amerikaans politicus. Hij was een Republikeins senator voor de staat Minnesota.
Coleman studeerde aan de Hofstra University en de University of Iowa College of Law. Hij is getrouwd met Laurie Casserly, een actrice en model. Samen hebben zij twee kinderen.
Hij heeft zeventien jaar gewerkt voor het kantoor van de openbaar aanklager van de staat Minnesota. Daarbij heeft hij zich beziggehouden met een breed scala aan onderwerpen, waaronder drugsgebruik en burgerrechten.
In 1993 werd Coleman als Democraat gekozen als burgemeester van St. Paul. In 1996 maakte hij de overstap naar de Republikeinse Partij. Coleman gaf aan dat onder andere zijn gezichtspunt op abortus en homoseksualiteit een rol hebben gespeeld bij zijn keuze voor de Republikeinse Partij. Ook zouden de Republikeinen de beste kansen bieden om zijn belastingbeleid, en daarmee banengroei, verder voort te zetten.
In zijn tijd als burgemeester was er een forse groei van de economie. In 1997 liep Coleman voorop om de een ijshockeyploeg uit de National Hockey League naar de stad de halen. Die kwam er onder de naam Minnesota Wild, en ze begonnen in september 2000 te spelen in een nieuw opgeleverd stadion dat 175 miljoen dollar kostte.
In 1998 deed Coleman een onsuccesvolle gooi naar het gouverneurschap van de staat Minnesota. Hij stelde zich in 2002 kandidaat voor de Senaat, nadat Witte Huis-functionaris Karl Rove hem had uitgedaagd om zich niet verkiesbaar te stellen als gouverneur, maar een poging te wagen om zittend senator Paul Wellstone te verslaan. Hij werd gekozen in de Senaat, na voormalig vicepresident Walter Mondale verslagen te hebben, die zich verkiesbaar had gesteld nadat Wellstone omgekomen was bij een vliegtuigongeluk.
Colemans’ politieke koers is door de jaren heen dramatisch veranderd. In de collegebanken stond hij bekend als een Democraat van liberalen huize, die betrokken was bij de anti-oorlogsbeweging aan het begin van de jaren ’70. Als burgemeester werd hij gezien als links-van-het-midden, maar hij zou steeds conservatiever worden op tal van zaken.
Samen met senator Amy Klobuchar heeft Coleman zich fel verzet tegen de plannen van president George W. Bush tegen een verdere troepenuitbreiding in Irak.
- Gemeinsame Normdatei: 1196754462
- International Standard Name Identifier: 0000 0000 3379 5859
- Library of Congress Control Number: n2001045218
- SNAC: w6kz1c31
- Biographical Directory of the United States Congress: C001057
- Virtual International Authority File: 53494881
- WorldCat: E39PBJf4dpGhHp6HK3HcHm9Yyd